# Тунгуда (река)
Тунгуда (Бохта) — река в России, протекает по территории Сегежского и Беломорского районов Карелии.

## Общие сведения
Устье реки находится в 49,5 км от устья Выга по левому берегу. Длина реки составляет 128 км, площадь водосборного бассейна — 1830 км². По данным наблюдений с 1931 по 1963 год среднегодовой расход воды в 6 км от устья составляет 17,49 м³/с.

## Бассейн

### Притоки
- 24 км от устья: Кюнаручей (лв)
- 32 км от устья: Смоливый (пр)
- 40 км от устья: Ригоручей (пр)

### Озёра
Тунгуда протекает через озёра:
- Корбоярви
- Нижнее Машозеро (с притоком Метчагоя)
- Машозеро
- Косьмюсозеро
- Тунгудское
- Келеварака
- Круглое

Также к бассейну Тунгуды относятся озёра:
- Берёзовое (с реками и озёрами собственного бассейна)
- Верхнее Нигалмаозеро
- Нижнее Нигалмаозеро
- Тукшеярви
- Тараярви
- Керваярви
- Медвежье

## Галерея

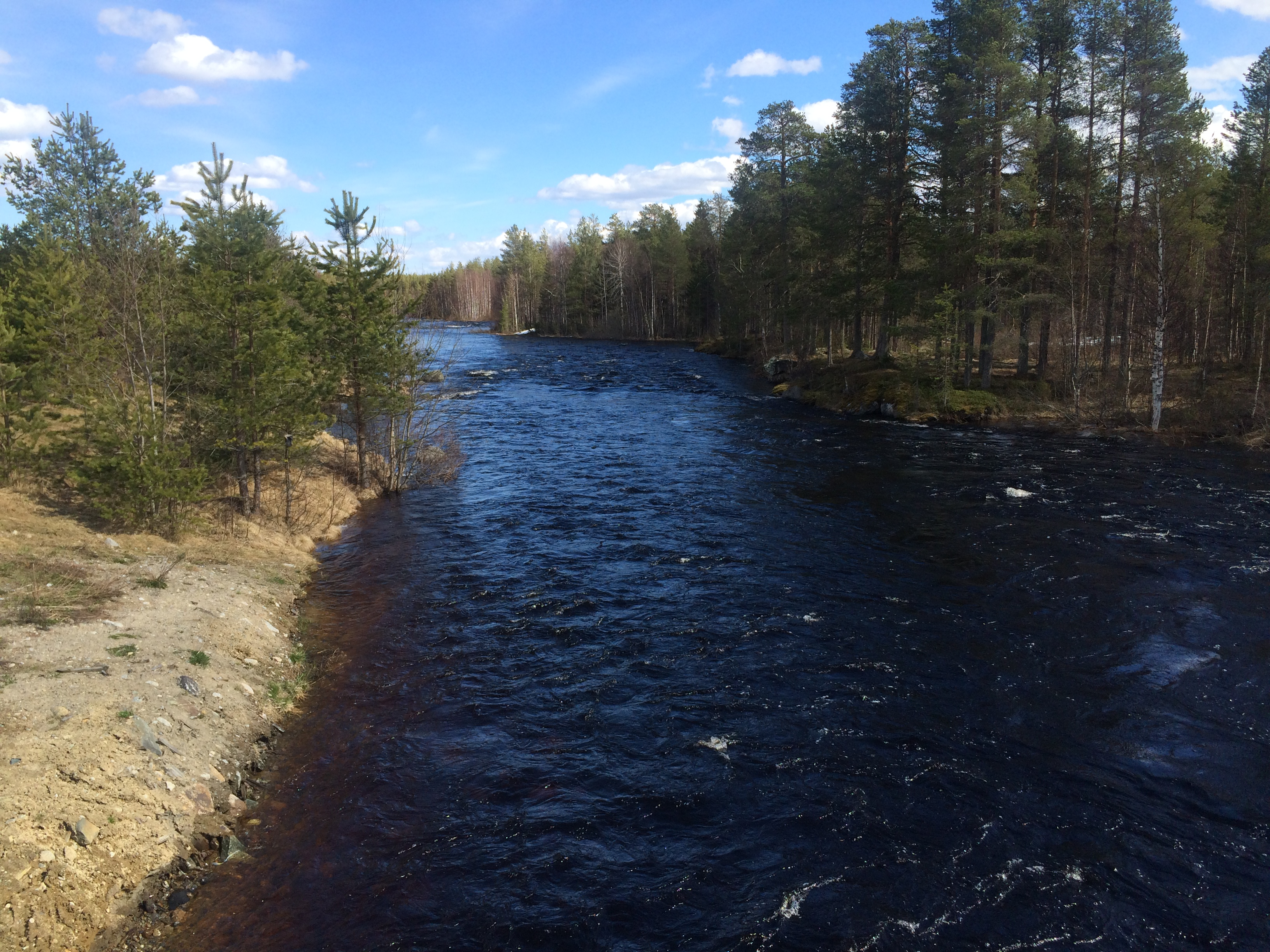
Вид с моста в пос. Новое Машезеро
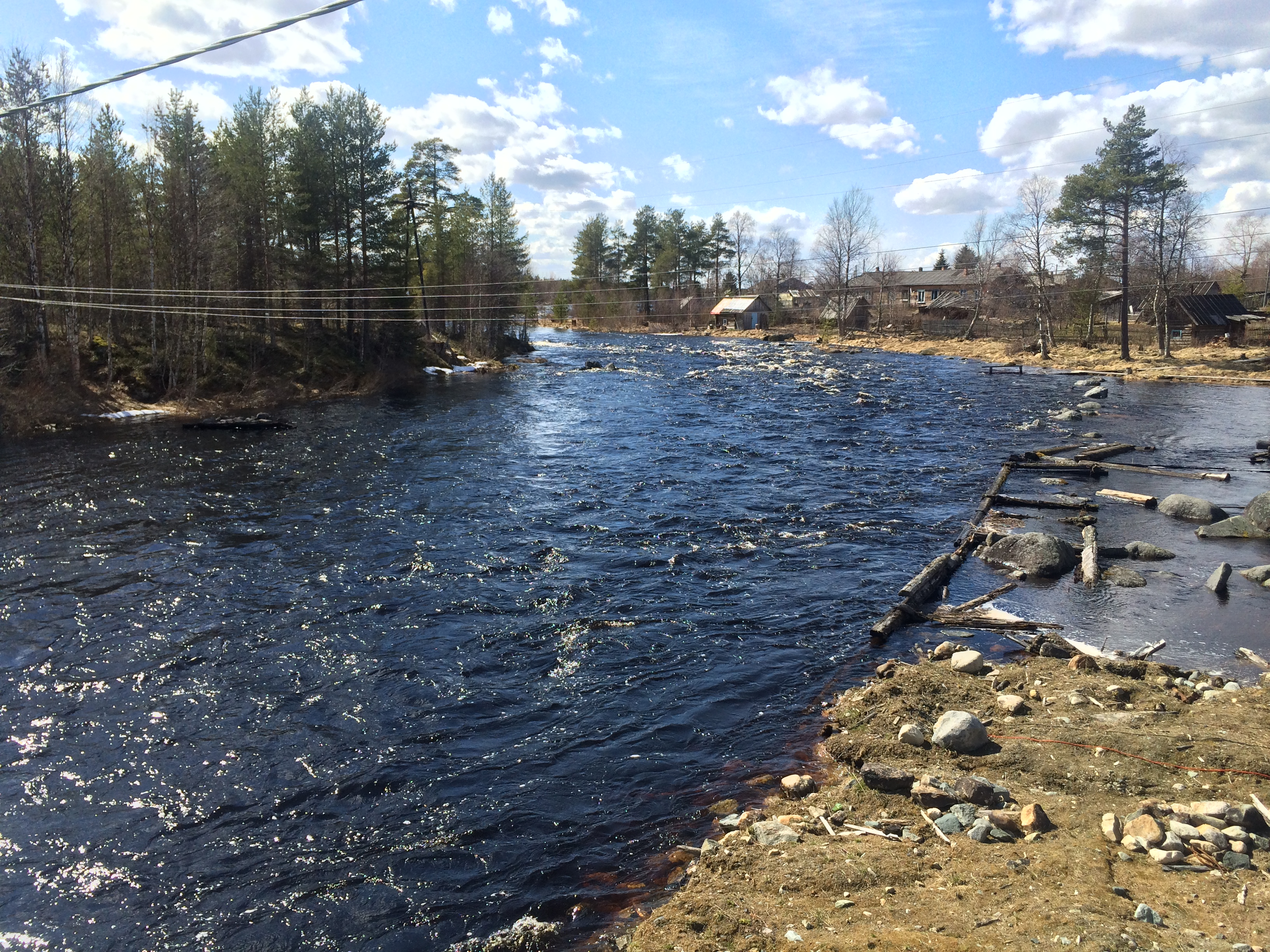
Река в пос. Новое Машезеро

## Данные водного реестра
По данным государственного водного реестра России, относится к Баренцево-Беломорскому бассейновому округу. Речной бассейн — бассейны рек Кольского полуострова и Карелии, впадающих в Белое море; водохозяйственный участок — Нижний Выг от Выгозерского гидроузла до устья.
Код объекта в государственном водном реестре — 02020001312102000006659.